# Fort de São Neutel
Le fort de São Neutel est une fortification militaire située dans la freguesia de Santa Maria Maior (pt), sur le territoire de la municipalité de Chaves (district de Vila Real, Portugal).
Avec le fort de São Francisco, ce fort, en position dominante sur la colline de Pedisqueira, à côté de la rivière Tâmega et de l'ancien pont romain, était destiné à défendre la ville, à la frontière de la Galice, à l'époque de la guerre de Restauration.
Il est classé Monument national depuis 1938.

## Historique
La construction du fort a eu lieu entre 1664 et 1668, dans le contexte de la guerre de restauration de l'indépendance, lorsque la palissade d'Alto da Trindade a été transformée en pierre et le fort construit par le gouverneur des armes de la province de Trás-os-Montes, le général Andrade e Sousa. 
Ce fut le théâtre de combats, en 1912, entre les monarchistes menés par Paiva Couceiro et la Première République nouvellement établie lors de l' attaque royaliste contre Chaves.

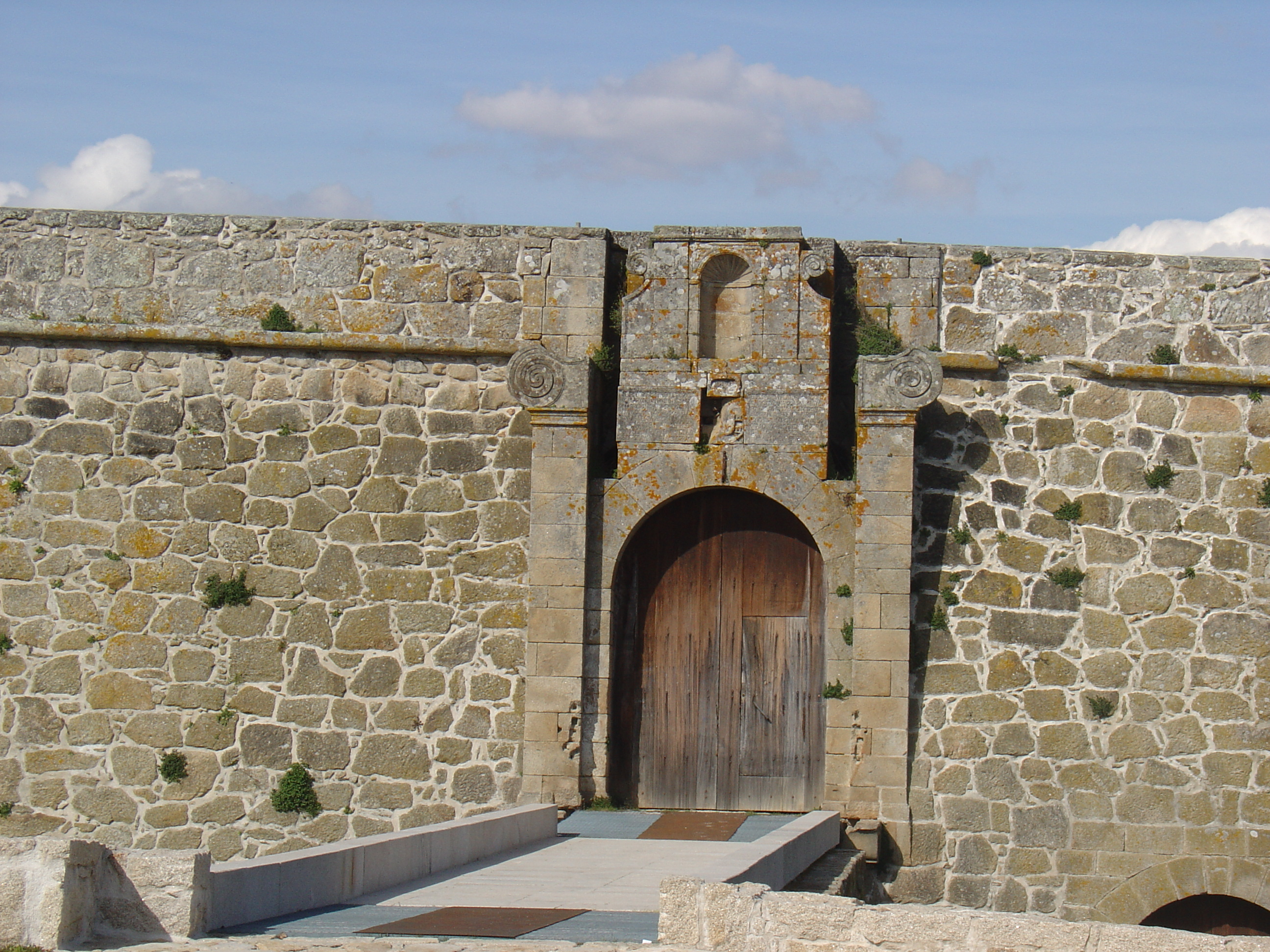
L'entrée du fort.

À partir de 1925, le fort servit de prison civile pour la municipalité de Chaves.
Le fort appartient à l'armée portugaise et, de ce fait, était normalement fermé aux visiteurs. Un protocole entre l'armée portugaise (Direção de Infra-Structuras do Exército, DIE) et la municipalité de Chaves autorise l'utilisation de l'espace. Dans les années 1980, l'intervention des pouvoirs publics, par l'intermédiaire de la Direction générale des bâtiments et monuments nationaux (DGEMN), a conduit à la réalisation de divers travaux d'amélioration (1981, 1987). En 1994, un amphithéâtre pour concerts et autres activités de plein air a été construit à l'intérieur du fort par la municipalité de Chaves.

## Caractéristiques

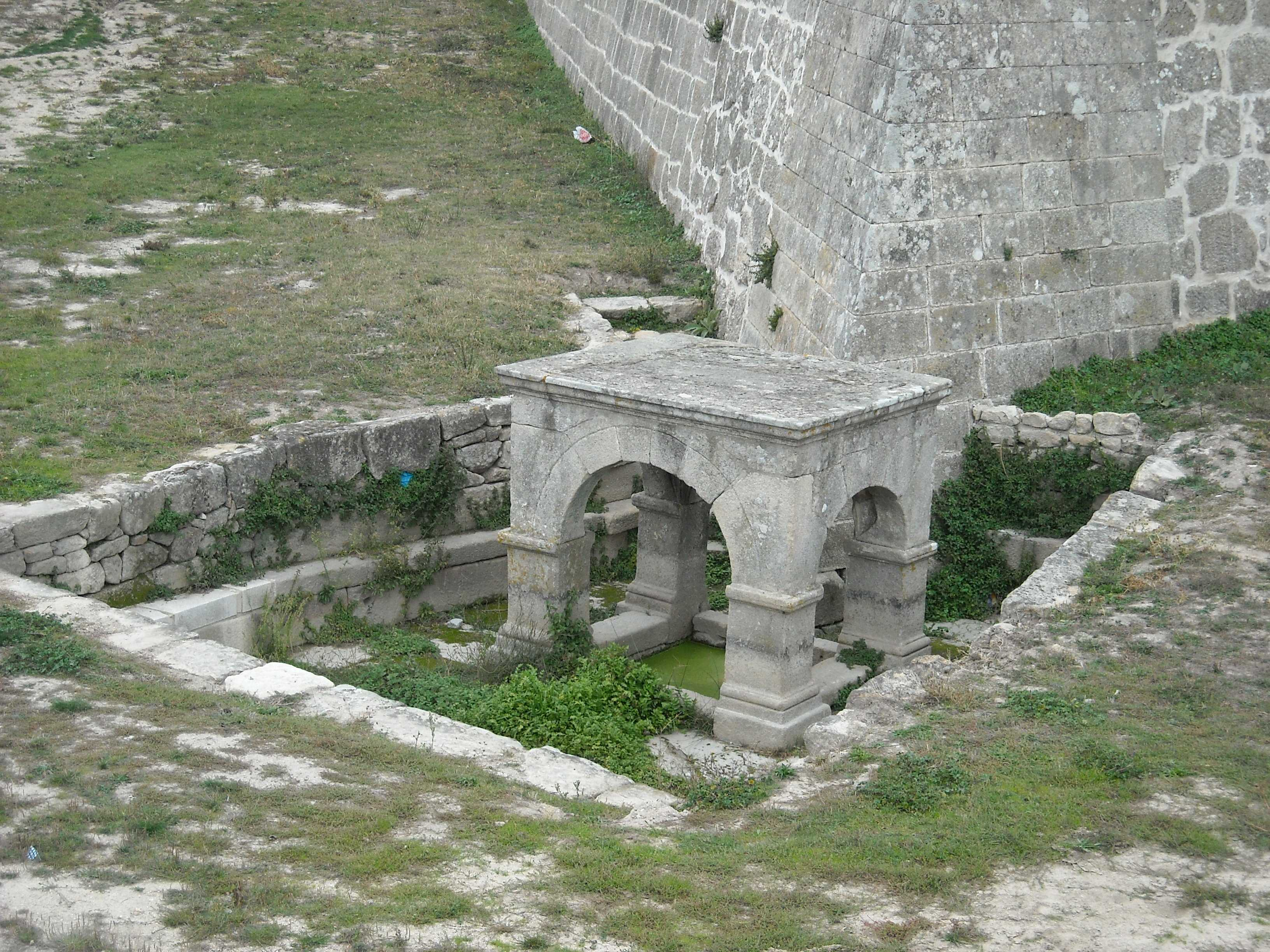
La fontaine de São Neutel

Le fort a une forme carrée adaptée au terrain, avec des bastions sur les bords, dans le style Vauban, entouré d'un fossé sec et d'une deuxième ligne défensive. L'accès au fort se fait par un solide pont de pierre, qui relie le rempart extérieur à la porte d'armes. Les murs de granite ont une épaisseur d'un mètre à un mètre et demi, avec une hauteur qui varie de sept à dix mètres.
À l'intérieur, se distingue la chapelle de Nossa Senhora das Brotas, construite avant le fort. Sa Vierge est honorée chaque année, le dimanche de Pâques, par une procession et une fête. Elle possède un autel unique orné de l'image de São Neutel, et celle de Senhora das Brotas (persistance d'un ancien culte païen de Cérès) est représentée dans un tableau suspendu sur le mur latéral. Derrière la chapelle se trouve une caserne qui abritait autrefois les vétérans de l'ancien bataillon de Caçadores n° 10.